# PBASIC
PBASICとは、パララックス社（Parallax, Inc）が開発したPICマイクロコントローラ用の手続き型言語の一つである。PBASICのシステムをEEPROMに書き込みパッケージング化した製品がBASIC Stampであり、一般にはBASIC Stamp専用言語として使用されている。

## 構文記述法
PBASICのプログラムを行うときにプログラマーはBASIC Stampのバージョンと使われるPBASICのバージョンを指定する。BASIC Stampには7種類のバージョンがあり、バージョンを指定する記述を最初にしなければならない。
- ｛$STAMP BS1｝
- ｛$STAMP BS2｝
- ｛$STAMP BS2e｝
- ｛$STAMP BS2sx｝
- ｛$STAMP BS2p｝
- ｛$STAMP BS2pe｝
- ｛$STAMP BS2px｝

PBASICのバージョンは三種類ある。
- ｛$PBASIC 1.0｝：BASIC Stamp 1 (BS1)のみで使用できる
- ｛$PBASIC 2.0｝
- ｛$PBASIC 2.5｝

次に変数と定数を指定し、メインルーチンを記述していく。

## 命令
DO LOOP
1秒ごとにLEDを点滅させるプログラム
```
 DO  
   HIGH 1               'turn LED in pin 1 on
   PAUSE 1000           'keep it on for 1 second
   LOW 1                'turn it off
   PAUSE 500            'keep it off for ½ second
 LOOP                   'repeat forever

```

FOR NEXT
LEDの点滅を5回繰り返して終了するプログラム
```
 counter VAR Byte       'sets variable "counter 
 For counter = 1 to 5 
   High 1                 'turn LED in pin 1 on
   Pause 1000             'keep it on for 1 second
   Low 1                  'turn it off
   pause 500              'keep it off for ½ second                        
 Next                   'redirects to beginning four more times
 END

```

IF、ELSEIF、ENDIF
PULSOUT
PWM波形を出力する
HIGH
指定されたピンをハイにする
LOW
指定されたピンをローにする
TOGGLE
指定されたピンの出力を反転させる
DEBUG
指定された文字列をデバッグ画面に表示させる
FREQOUT
指定された周波数の正弦波波形を出力する
END
プログラムを終了して低電力モードになる